# Gerra pulchra
Gerra pulchra là một loài bướm đêm trong họ Noctuidae.